# Mukofagia (psychiatria)
Mukofagia – zjadanie własnych wydzielin z nosa. Jako zjadanie substancji niejadalnych wystąpić może w przebiegu piki, zaburzenia psychicznego występującego u dzieci bądź dorosłych, jednak spotykanego prawie wyłącznie w populacji rozwojowej, zaliczanego u dzieci do zaburzeń zachowania i emocji z początkiem w dzieciństwie (F90-98). W ich obrębie zalicza ją do innych zaburzeń i emocji rozpoczynających się zwykle w dzieciństwie i w wieku młodzieńczym (F98), kodowanej jako F98.3.